# Solsken (sång)
Solsken är en sång skriven av Per Gessle, och inspelad av Gyllene Tider 2004 på albumet Finn 5 fel!. samt utgiven på singel den 29 september 2004.
Låten nådde som högst en 20:e plats på den svenska singellistan, medan den på Svensktoppen som högst nådde en tredje plats den 21 november 2004.

## Listplaceringar
| Lista (2004) | Topplacering |
| ------------ | ------------ |
| Sverige      | 20           |

### Fotnoter
1. ↑  ”Finn 5 fel!”. Svensk mediedatabas. 27 februari 2004. http://smdb.kb.se/catalog/id/001432264. Läst 16 juni 2015.
2. ↑  ”Solsken”. Gyllene tiders webbplats. 29 september 2004. Arkiverad från originalet den 4 mars 2016. https://web.archive.org/web/20160304121634/http://www.gyllenetider.com/lang_eng/c_disco_items.html?single_solsken. Läst 16 juni 2015.
3. ↑  ”Svensktoppen 2004-11-21”. Sveriges Radio. 21 november 2004. http://sverigesradio.se/sida/topplista.aspx?programid=2023&date=2004-11-21. Läst 16 juni 2015.
4. ↑  ”Solsken”. Swedishcharts. 27 februari 2004. http://www.swedishcharts.com/showitem.asp?interpret=Gyllene+Tider&titel=Solsken&cat=s. Läst 16 juni 2015.